# Klaus-Jürgen Wrede
Klaus-Jürgen Wrede (* 19. August 1963 in Meschede) ist ein deutscher Spieleautor.

## Leben
Wrede, in Arnsberg aufgewachsen, studierte katholische Theologie und Musik auf Lehramt, anschließend Klavier und Komposition an der Musikhochschule Köln und der Universität zu Köln. Neben dem Studium der Instrumente Cello und Klavier begann er früh mit eigenen Kompositionen. Mit 16 war er Preisträger des Wettbewerbs „Jugend komponiert“. Bis 2009 war Wrede Musik- und Religionslehrer am Kölner Georg-Büchner-Gymnasium. Zurzeit ist er freischaffender Spieleerfinder und lebt in Hennef.
Seit dem Besuch der SPIEL '89 in Essen wurde aus dem gelegentlichen Spielen eine große Leidenschaft. Im Jahr 1992 stand sein erstes Spiel Scippo kurz vor der Veröffentlichung bei Hexagames; Dieser ging jedoch insolvent. Anschließend versuchte sich Wrede als Buchautor. Für seine Recherche zu einem Buch über den Genter Altar reiste er 1999 nach Südfrankreich in die Gegend von Carcassonne, um sich mit der Geschichte der Kartharer zu befassen. Während dieser Reise entwickelte er die Idee für ein Spiel, aus dem das Spiel Carcassonne entstand. Gemeinsam mit dem Prototyp für das Spiel Mesopotamien, reichte er es bei drei Verlagen ein. Wrede fand Mesopotamien besser als Carcassonne und war überrascht, als der Hans im Glück Verlag zusagte und Carcassonne noch zur SPIEL '00 veröffentlichte. Welchen Erfolg das Spiel langfristig haben würde, war für ihn nicht abzusehen. Es wurden auf der Messe schon 2.000 Exemplare von Carcassonne verkauft und mit einer Auflage von rund 400.000 Exemplaren schnell zum meistverkauften Brettspiel in Deutschland. Lizenzen gingen unter anderem in die USA, nach Frankreich und nach Skandinavien. Sein Spiel Mesopotamien erschien 2005 und eine Erweiterung dazu 2006.
Daraus ergab sich auch die Entwicklung und Umsetzung eigener Spielideen. Beim Spieleerfinden reizt ihn besonders die Umsetzung von historischen Themen in familienfreundliche Spiele. Seine Spiele wurden mehrfach von der Jury Spiel des Jahres auf die Empfehlungsliste gesetzt, so auch 2012 Rapa Nui.
2015 erschien sein Buch über den Genter Altar, weshalb er 1999 nach Südfrankreich gereist und dabei die Idee für Carcassonne entstanden war.

## Carcassonne
Sein Erstlingswerk Carcassonne wurde 2001 mit den begehrten Titeln Spiel des Jahres und Deutscher Spielepreis gekürt. Mittlerweile sind zehn große und über 30 Mini-Erweiterungen zu Carcassonne erschienen, sowie über ein Dutzend weitere eigenständige Carcassonne-Spiele entstanden. Bis 2005 war Carcassonne in 15 Sprachen übersetzt und bereits über fünf Millionen Exemplare wurden verkauft. Bis 2015 ist Carcassonne in über 25 Sprachen erschienen und es wurde weltweit mehr als zehn Millionen Exemplare verkauft.
Wrede meinte 2016 zu Carcassonne:

„Die Leute wollen gerade entweder sehr simple Spiele oder ganz komplexe. Alles dazwischen ist schwierig. Ich glaube, heute würde vielleicht auch kein Verlag mehr ein Spiel wie Carcassonne nehmen, weil es dazwischen liegt.“

## Spiele
- 2000 Carcassonne – Spiel des Jahres 2001, Deutscher Spielepreis 2001, Spiel der Spiele 2001
- 2002 Carcassonne – Die Jäger und Sammler
- 2002 Wirtshäuser und Kathedralen (1. Carcassonne-Erweiterung)
- 2002 Krone & Schwert
- 2003 Die Fugger
- 2003 Händler und Baumeister (2. Carcassonne-Erweiterung)
- 2003 Carcassonne – Die Burg
- 2004 Carcassonne – Die Stadt
- 2004 Carcassonne – Die Baumeister des Königs
- 2004 Der Untergang von Pompeji
- 2005 Drachenreiter
- 2005 Burgfräulein und Drache (3. Carcassonne-Erweiterung)
- 2005 Carcassonne – Neues Land
- 2005 Mesopotamien
- 2006 Anasazi
- 2006 Der Turm (4. Carcassonne-Erweiterung)
- 2007 Venedig
- 2007 Abtei und Bürgermeister (5. Carcassonne-Erweiterung)
- 2007 Carcassonne – Reiseedition
- 2007 Graf, König und Konsorten (6. Carcassonne-Erweiterung)
- 2008 Carcassonne – Mayflower
- 2008 Das Katapult (7. Carcassonne-Erweiterung)
- 2009 Albion
- 2009 Carcassonne – Das Schicksalsrad
- 2010 Brücken, Burgen und Basare (8. Carcassonne-Erweiterung)
- 2010 Car(d)cassonne – Das Kartenspiel
- 2011 Rapa Nui
- 2011 Carcassonne – Jubiläumsedition
- 2011 Carcassonne – Das Würfelspiel
- 2012 Carcassonne Mini-Erweiterungen (1.–7.)
- 2012 Carcassonne Winter-Edition
- 2013 Carcassonne around the World – Südsee
- 2013 Heroes of the Three Kingdoms
- 2014 Schafe und Hügel (9. Carcassonne-Erweiterung)
- 2014 Carcassonne around the World – Goldrausch
- 2014 Carcassonne II (Neue Edition)
- 2015 Carcassonne – Star Wars Edition
- 2015 Carcassonne – Über Stock und Stein
- 2016 Carcassonne around the world – Amazonas
- 2016 Die Baumeister des Collosseum
- 2017 Mistkäfer!
- 2017 Manege frei! (10. Carcassonne-Erweiterung)
- 2017 Bali
- 2018 Carcassonne – Safari
- 2018 BLOXX!
- 2018 One to 9
- 2019 Calavera
- 2019 Beam me up
- 2020 Carcassonne – Jäger und Sammler 2020
- 2020 Carcassonne Winter-Edition 2020
- 2021 Kannste knicken
- 2021 Carcassonne – 20 Jahre Jubiläumsedition
- 2021 Carcassonne V3.0
- 2022 Fire & Stone
- 2022 Raccoon Robbers
- 2022 ECHT SPITZE
- 2022 Nebel über Carcassonne
- 2022 Caral
- 2023 ZERO HERO

## Werke
- Klaus-Jürgen Wrede: Das Geheimnis des Genter Altars. 1. Auflage. Acabus Verlag, 2015, ISBN 978-3-86282-367-3 (444 S.).